# 크리스티안 크리스토페르센 세헤스테드

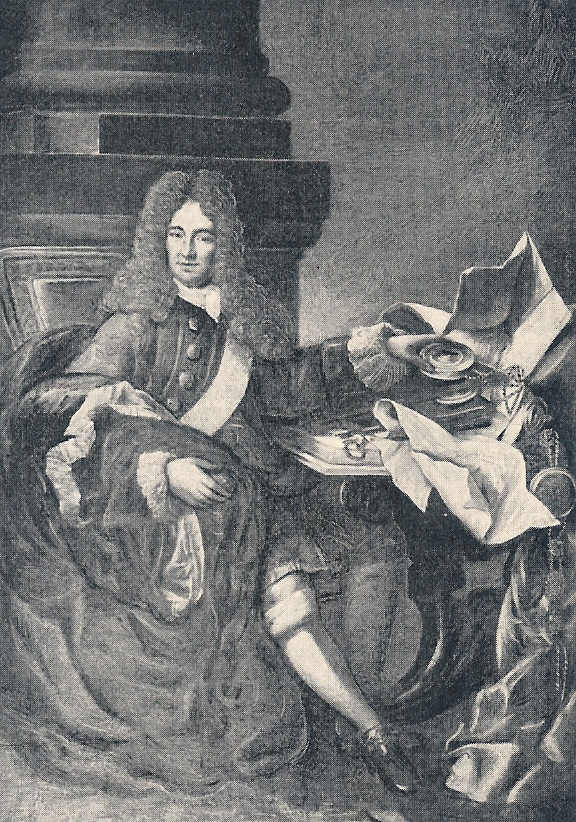
크리스티안 크리스토페르센 세헤스테드

크리스티안 크리스토페르센 세헤스테드(덴마크어: Christian Christophersen Sehested, 1666년 2월 22일 ~ 1740년 7월 19일)는 덴마크의 정치인이다. 1708년부터 1721년까지 덴마크의 대재상을 역임했다.